# Bloodmoon: I
Bloodmoon I è il decimo album in studio del gruppo musicale metalcore statunitense Converge,  pubblicato nel 2021 dalla Epitaph Records.
Bloodmoon I è stato accolto con il plauso della critica universale. Su Metacritic, che assegna un punteggio normalizzato su 100 alle recensioni delle pubblicazioni principali, ha ricevuto un punteggio medio di 89 basato su 10 recensioni.

## Tracce
1. "Blood Moon" – 7:50
2. "Viscera of Men" – 5:29
3. "Coil" – 6:08
4. "Flower Moon" – 4:38
5. "Tongues Playing Dead" – 4:12
6. "Lord of Liars" – 3:23
7. "Failure Forever" – 4:01
8. "Scorpion's Sting" – 5:46
9. "Daimon" – 7:00
10. "Crimson Stone" – 6:42
11. "Blood Dawn" – 3:33

## Formazione
- Jacob Bannon - voce
- Kurt Ballou - chitarra, basso, cori
- Nate Newton - basso, chitarra, cori
- Ben Koller - batteria, percussioni, percussioni